# Зимові Паралімпійські ігри 2006
Зимові Паралімпійські ігри 2006 відбулись у Турині, Італія, з 10 березня по 19 березня. Вони стали дев'ятими Зимовими Паралімпійські іграми.

## Види спорту
У дужках вказано кількість комплектів медалей, що буде розіграно за кожним видом спорту:
- Біатлон (12)
- Лижні перегони (20)
- Керлінг (1)
- Хокей (1)
- Гірськолижний спорт (30)

## Календар
| ● | Церемонія відкриття | ● | Кваліфікація змагань | ● | Фінали змагань | ● | Церемонія закриття |

## Національні паралімпійські комітети, що беруть участь
| - Андорра (2) - Вірменія (2) - Австралія (10) - Австрія (25) - Білорусь (?) - Бельгія (1) - Болгарія (3) - Канада (35) - Чилі (2) - Китай (8) - Хорватія (1) - Чехія (5) - Данія (6) | - Фінляндія (7) - Франція (19) - Німеччина (35) - Велика Британія (20) - Греція (1) - Угорщина (2) - Іран (1) - Італія (39) - Японія (40) - Казахстан (2) - Південна Корея (3) - Латвія (1) - Мексика (1) | - Монголія (1) - Нова Зеландія (2) - Норвегія (29) - Польща (11) - Росія (29) - Словаччина (17) - Словенія (1) - ПАР (1) - Іспанія (9) - Швеція (19) - Швейцарія (21) - Україна (12) - США (56) |

## Таблиця медалей
Легенда
      Країна-господар
Топ-10 неофіційного національного медального заліку:
| Місце | Країна    | Золото | Срібло | Бронза | Загалом |
| ----- | --------- | ------ | ------ | ------ | ------- |
| 1     | Росія     | 13     | 13     | 7      | 33      |
| 2     | Німеччина | 8      | 5      | 5      | 18      |
| 3     | Україна   | 7      | 9      | 9      | 25      |
| 4     | Франція   | 7      | 2      | 6      | 15      |
| 5     | США       | 7      | 2      | 3      | 12      |
| 6     | Канада    | 5      | 3      | 5      | 13      |
| 7     | Австрія   | 3      | 4      | 7      | 14      |
| 8     | Японія    | 2      | 5      | 2      | 9       |
| 9     | Італія    | 2      | 2      | 4      | 8       |
| 10    | Польща    | 2      | 0      | 0      | 2       |